# Nossa Senhora das Brotas
Nossa Senhora das Brotas é um título católico dedicado a Maria, mãe de Jesus de Nazaré. A história desse título é muito antiga, multicentenária. O início do culto a Nossa Senhora das Brotas começou em Portugal, após a aparição de Nossa Senhora para um pastor, sendo que ele alcançou uma graça e Nossa Senhora teria pedido para que os moradores de Águias edificassem uma Capela, que hoje é o Santuário de Nossa Senhora das Brotas. O Santuário está construído onde apareceu Nossa Senhora. Durante séculos esse Santuário é um dos principais centros de peregrinações.
No início era uma humilde capela, logo a notícia foi ficando conhecida e por causa do sempre crescente número de romeiro o Santuário teve de aumentado. O Arcebispo de Évora, mais tarde Cardeal Dom Afonso, que era filho do rei D.Manoel, percebeu que o santuário era melhor e mais importante que a igreja paroquial, suprimiu a igreja e fez do Santuário a Matriz da freguesia. A mais antiga imagem de Nossa Senhora das Brotas, data do século XVI, e é feita em marfim.

## Expansão do culto a Nossa Senhora das Brotas

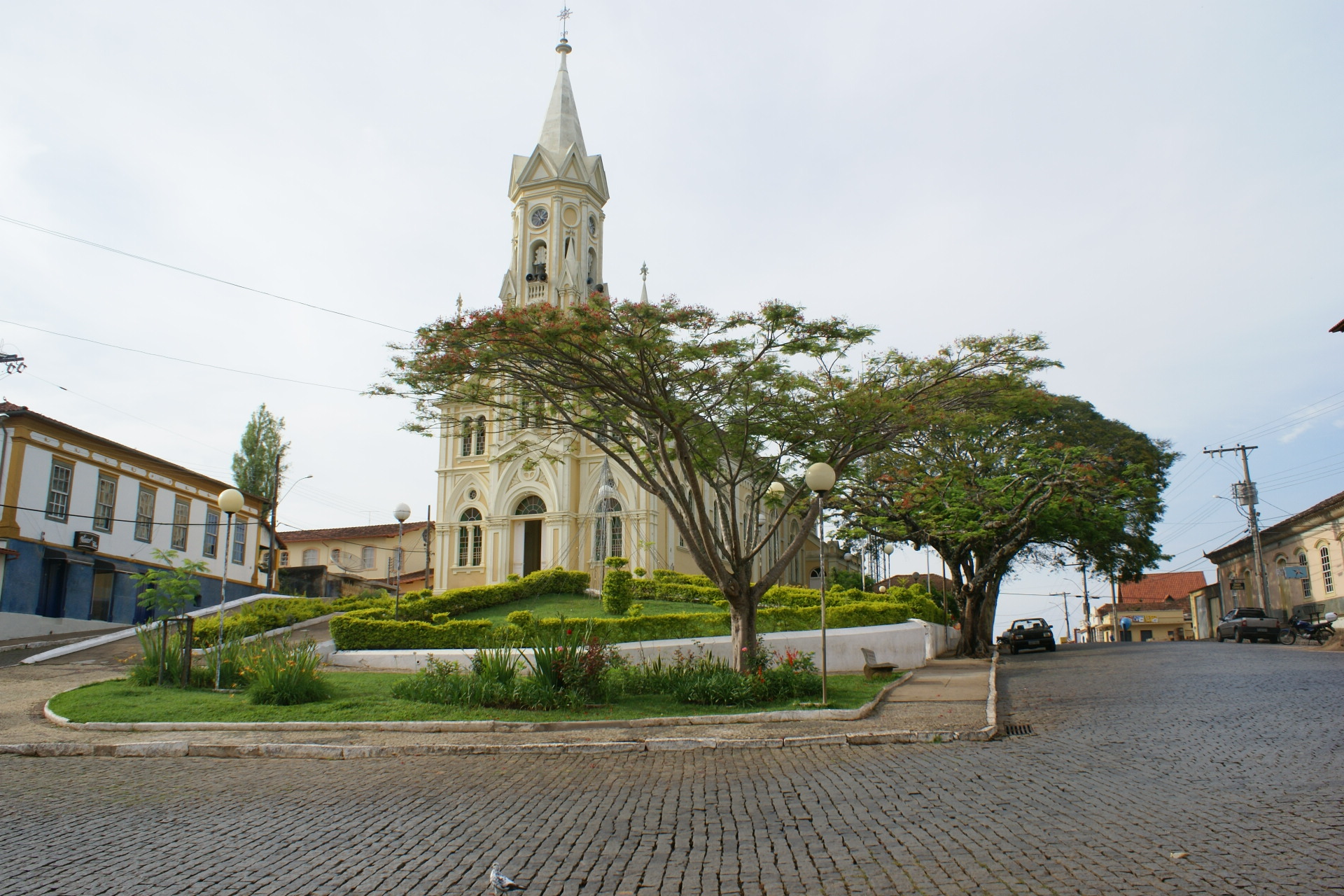
Igreja Matriz de Nossa Senhora das Brotas em Entre Rios de Minas

Pela influência de Portugal, o culto a Nossa Senhora das Brotas chegou ao Brasil. Desde a fundação da Capitania da Baía, foram construídos vários templos em honra a Nossa Senhora das Brotas, além de ser Padroeira em vários templos e igrejas, ela também é Padroeira  das seguintes igrejas matrizes:
- Arquidiocese de Salvador
- Arquidiocese de Mariana
- Arquidiocese de Maceió
- Arquidiocese de Cuiabá
- Arquidiocese de Campinas
- Diocese de Barra
- Igreja Matriz de Tabuleiro do Norte
- Igreja Matriz de Entre Rios de Minas
- Igreja Matriz da cidade de  Atalaia (Alagoas)

Nossa Senhora das Brotas é a possibilidade mais provável para que a cidade de Brotas tenha sido batizada com esse nome, por causa da devoção de Dona Francisca Ribeiro dos Reis.
Também por meio dos portugueses, foi construído o primeiro templo católico da Índia, a Igreja de Nossa Senhora das Brotas de Angediva. Em reconhecimento do seu papel como local simbólico de igreja-mãe na introdução do catolicismo na Índia, a Igreja de Nossa Senhora das Brotas recebeu uma insígnia concedida pela Santa Sé, que nela se encontra exposta.

### Em Piraí do Sul

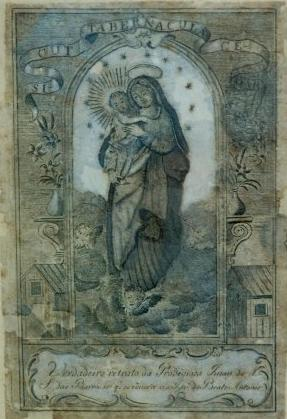
Estampa de Nossa Senhora das Brotas

A história do culto a Nossa Senhora das Brotas no município de Piraí do Sul é diferente de outros lugares que foi influenciada por portugueses. Tem início em 1808, quando o Frei Antonio de Sant’Ana Galvão, hoje São Frei Galvão, em missão da Província Franciscana da Imaculada Conceição, e ao chegar às margens do Rio Piraí, decidiu ficar alguns dias no povoado, pregando e atendendo o povo da região. Enquanto permaneceu na região, ficou na casa de dona Ana Rosa Conceição de Paula, ao se desperdi-se da casa ao qual foi acolhido deu de presente uma estampa de Nossa Senhora das Barracas com a dedicatória: “Lembrança do Frei Galvão”, além de ter dito:
| “ | “Venerai sempre esta Santa Efígie, porque ela é muito milagrosa.” | ” |

A estampa foi colocada em uma cartolina dura, para melhor conservá-la rodeando-a com uma moldura de madeira, tendo em sua residência, recebido um lugar de grande destaque.
Anos após, Ana Rosa de Paula, contraiu segundas núpcias com Joaquim Maciel, transferindo-se para a casa deste. Ao momento da mudança a estampa foi perdida e apesar das buscas, não conseguiram encontrar. Certo dia, indo pelas cercanias de sua casa, no mato ali existente, que fora totalmente destruído por um grande incêndio, a Srª Ana, encontrou a estampa, no dia 26 de dezembro, entre raízes e brotos novos de vegetação. O fogo havia destruído totalmente a moldura de madeira, sem, no entanto, lesar a estampa de papel, que ficou levemente chamuscada. Perplexos com este fato, interpretaram-no como um milagre operado por Nossa Senhora. Com o fato as pessoas decidiram rebatizar a estampa com o nome de Nossa Senhora das Brotas.
Em 2004 Nossa Senhora das Brotas foi considerada e declarada “Padroeira do Caminho das Tropas”. que é a parte paranaense do Caminho, indo de Sengés até Rio Negro, passando por 16 municípios.
No rodapé da estampa está a frase: “Verdadeiro retrato da Prodigiosa Imagem de Nossa Senhora das Barracas, que se venera na Igreja do Beato Antônio”, indica que a gravura é uma cópia fiel da imagem original que é venerada na igreja do santo, natural de Lisboa, Santo Antônio de Pádua.
O título original de “Nossa Senhora das Barracas” nunca foi usado pelo povo a qual era chamada simplesmente de “Santa”. Mas desde o dia em que a encontrada em meio as cinzas e entre novos brotos foi chamada de “Nossa Senhora das Brotas”.